# 茨城県道334号下妻停車場線

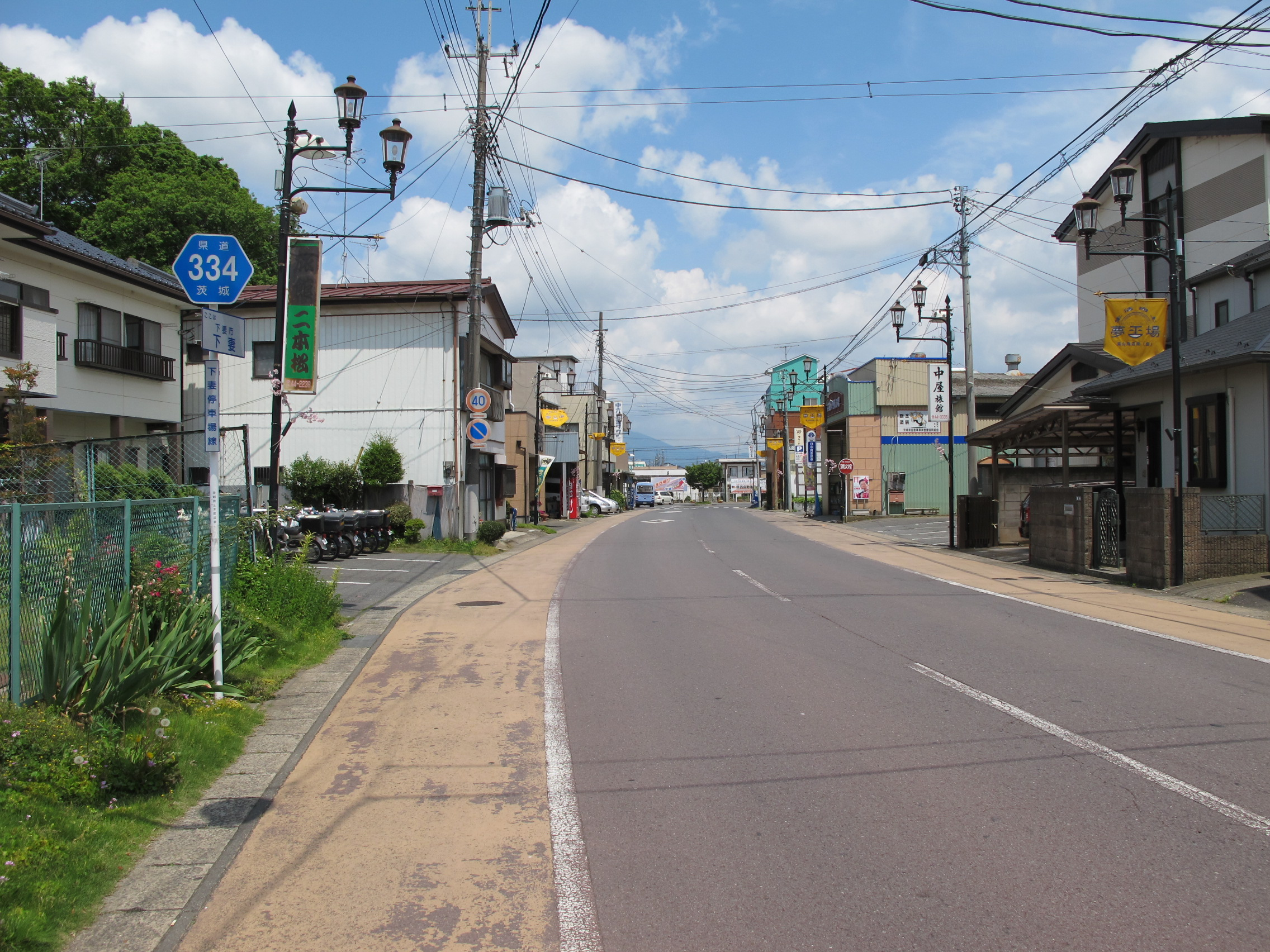
下妻市下妻乙（2012年6月）

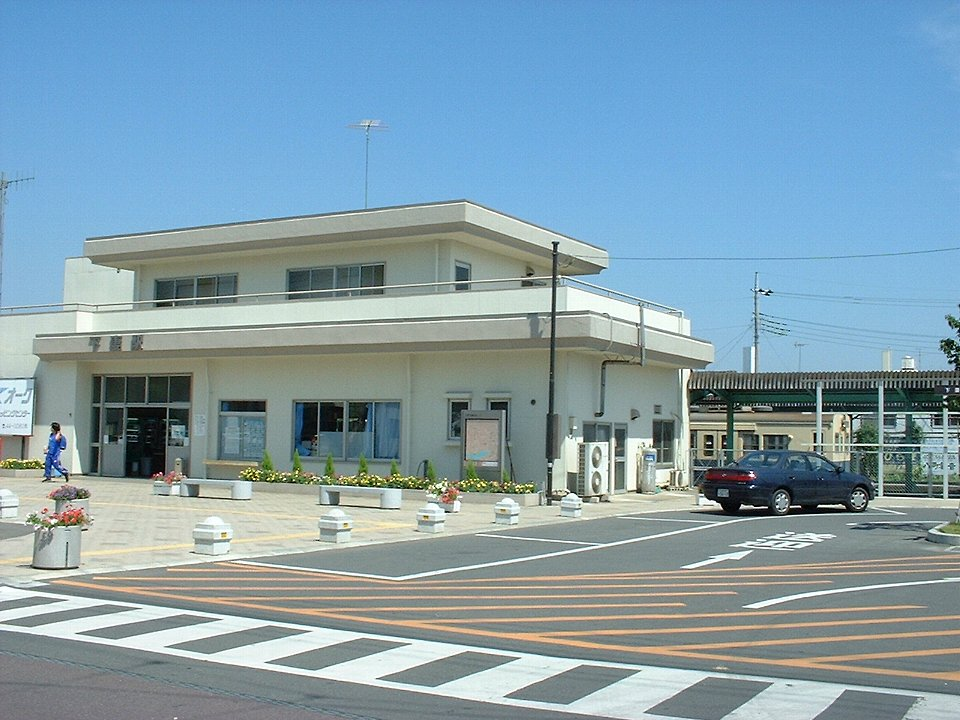
起点（下妻駅）

茨城県道334号下妻停車場線（いばらきけんどう334ごう しもつまていしゃじょうせん）は、茨城県下妻市にある関東鉄道常総線下妻駅と接続する県道である。

## 概要
関東鉄道下妻駅から下妻市内の国道125号の仲町交差点までのＬ字型の区間を接続する延長約1キロメートル (km) の県道路線。県道全域が下妻市街地の中にある。

### 路線データ
- 起点：下妻市下妻乙（下妻駅）[1]
- 終点：下妻市下妻丁字仲田町87番1（国道125号交点＝仲町交差点）[2]
- 総延長：966 m[3]
- 重用延長：なし[3]
- 未供用延長：なし[3]
- 実延長：966 m[3]
- 自動車交通不能区間延長[注釈 1]：なし[3]

## 歴史
1959年（昭和34年）10月14日、新たな県道として下妻市大字下妻の下妻停車場を起点とし、二級国道佐原熊谷線（当時は国道125号の旧道で、現在は県道下妻停車場線の一部）交点を終点とする区間を本路線とする県道下妻停車場線として茨城県が県道路線認定した。
1995年（平成7年）に整理番号334となり現在に至る。

### 年表
- 1913年（大正2年）11月1日：下妻駅が開業する。
- 1920年（大正9年）4月1日：現在の路線の前身である下妻停車場線が路線認定される[4]。
- 1959年（昭和34年）10月14日
  - 現在の路線が路線認定される（図面対象番号300）[5]。
  - 道路の区域は、下妻市下妻の下妻停車場から下妻市下妻の二級国道佐原熊谷線交点までと決定された[1]。
- 1971年（昭和46年）11月1日：国道125号下妻バイパス開通に伴って国道125号旧道の一部（390 m）を編入し、路線延長が534 mとなる。終点が、国道125号旧道交点から下妻市大字下妻字上町の県道結城下妻線交点[注釈 2]に移る[6]。
- 1983年（昭和58年）6月20日：県道結城下妻線の旧道445 mを編入し、終点が現在の仲町交差点に移る[2]。
- 1995年（平成7年）3月30日：整理番号352から現在の番号（整理番号334）に変更される[7]。

## 地理

### 通過する自治体
- 茨城県下妻市

### 交差する道路
- 国道125号（終点）

### 沿線
- 関東鉄道常総線 下妻駅